# مسجد جامع کوشه
مسجد جامع کوشه مربوط به دوره قاجار است و در شهرستان بردسکن، روستای کوشه واقع شده و این اثر در تاریخ ۱۰ دی ۱۳۸۱ با شمارهٔ ثبت ۶۶۵۱ به‌عنوان یکی از آثار ملی ایران به ثبت رسیده‌است.
فضای درونی مسجد متشکل از ۶ شبستان ستون دار با پایه‌های چهارضلعی به ابعاد ۱/۶۰ متر ساخته شده‌است و بر رأس پایه‌ها گنبدی با ظاهر ساده و بسیار زیبا با آجر که نمادی از مأذنه می‌باشد به چشم می‌خورد در درون حجره دوم محرابی در وسط ستون با گچ بری ساده تزئین شده این بناء به همت خانمی به نام معصومه فرزند علی جمعه همسر مرحوم محسن نژاد با پول چرخ ریسی به سال ۱۲۹۴ هجری شمسی ساخته شده و هنوز مورد توجه مردم است ونماز جماعت در آن اقامه می‌شود.